# Tarota

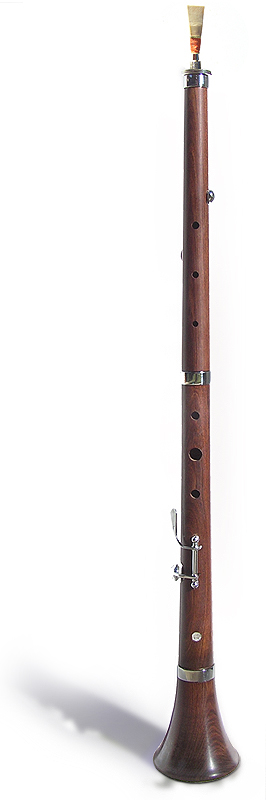
Moderne dreiteilige Tarota mit zwei Klappen

Die Tarota (Plural Tarotes) ist ein katalanisches Blasinstrument aus der Familie der Doppelrohrblattinstrumente.
Moderne Ausführungen der Tarota haben einen konisch gebohrten Holzkorpus und ein doppeltes Rohrblatt, das auf ein Verbindungsröhrchen aus Metall (tudell) befestigt wird. Der etwa 60 Zentimeter lange Holzkorpus besteht meistens aus drei Teilen (auch zwei). Die einfachste und häufigste Ausführung wird tarota seca genannt. Sie hat sechs Grifflöcher auf der Vorderseite und eines auf der Rückseite (daneben gibt es Ausführungen ohne hinteres Griffloch). Es können aber auch bis zu acht Klappen angefügt werden, um das Greifen der tiefen Töne, bzw. das Spielen von Halbtönen zu erleichtern. Die Tarota wird in der Regel nur einfach überblasen.
Der Name Tarota ist onomatopoetisch und wurde auf der iberischen Halbinsel in verschiedenen Formen (u. a. torlote, torloroto, turutot, trota) für verschiedene Blasinstrumente verwendet. Im Roussillon (katalan. Rosselló) wird die Tarota Prima genannt.
Das Instrument, das in der Mitte des 19. Jahrhunderts in Vergessenheit geriet, wurde in den 80er und 90er Jahren des 20. Jahrhunderts wiederbelebt und gewinnt heute zunehmend an Beliebtheit, da zahlreiche Gruppen der katalanischen und mediterranen Folkmusik es in ihr Programm aufnehmen.
Die heutige Form der Tarota wurde von Xavier Orriols entwickelt, einem Instrumentenmacher, der auf die Gralla spezialisiert war. Seitdem hat sie verschiedene Veränderung erfahren. Gegen diese Form ist eingewandt worden, dass sie nicht ausreichend auf historischen Vorbildern beruhe. Die Gruppe Ministrils del Rosselló orientiert sich an Studien des Centre Internacional de Música Popular in Céret, wo Tarotes nach historischen Gesichtspunkten rekonstruiert wurden.

## Geschichte
Während die Gralla auf eine Vorform des Mizmar zurückgeht, also bereits in arabischer Zeit auf die iberische Halbinsel kam und bis in die Gegenwart in einigen Gegenden nahezu unverändert gespielt wird, stammt die Tarota von den mitteleuropäischen Schalmeien ab. Diese gehen ihrerseits auf die orientalischen Doppelrohrblattinstrumente zurück, waren aber seit dem 14. Jahrhundert weiter entwickelt (insbesondere vergrößert) worden.
Bereits im 13. Jahrhundert werden an den iberischen Königshöfen Schalmeien erwähnt. Johann I. von Aragon sandte 1391 zwei Musiker nach Deutschland, um Spieler von Schalmeien, Pommern und Sackpfeifen anzuwerben. Über die Gestalt der Renaissanceschalmeien geben Michael Praetorius (Syntagma musicum) und Marin Mersenne (Harmonie universelle) Auskunft.
Aus dem 18. und 19. Jahrhundert sind fünf Tarotes erhalten, die mit den Renaissanceinstrumenten auffällig übereinstimmen: Sie sind (bis auf ein spätes Instrument) aus einem Stück gefertigt, haben sieben (oder sechs) Grifflöcher auf der Vorderseite, ein oder zwei Schalllöcher unterhalb der Grifflöcher, sowie vier Schalllöcher im Bereich des Trichters (zwei auf Vorder- und Rückseite, zwei seitlich). Bei zwei Instrumenten sind tudells und hölzerne Pirouetten erhalten, wie sie von den hohen Stimmlagen der Renaissanceschalmeien bekannt sind. Sie fassen den unteren Teil des Rohrblattes ein und dienen als Lippenstütze. Vier der erhaltenen Instrumente sind um die 60 cm lang, das entspricht der Diskantlage der Schalmeien. Eines ist 71,5 cm lang, das entspricht der Altlage. Dieses letzte Instrument hat eine Fontanelle, wie sie bei größeren Renaissanceinstrumenten als Schutz für die Klappen angebracht waren. Hier dient sie jedoch nur als Verzierung, da weder Klappe noch Bohrung vorhanden sind.
Dieser Befund lässt darauf schließen, dass in Katalonien die Schalmei zur Barockzeit (und darüber hinaus) als Volksinstrument erhalten blieb, während sie bei Hof und in der Kirchenmusik von der Oboe verdrängt worden war. An die Stelle der Bezeichnung Cheremía/ Xeremia (Schalmei) trat die schon früher gelegentlich anzutreffende Bezeichnung Tarota. Sie wurde als Hirteninstrument und beim Tanz der einfachen Bevölkerung verwendet. Für ein Instrument ist dokumentiert, dass es sich im Besitz eines Soldaten befand.
Im 19. Jahrhundert war die Tarota fester Bestandteil der Cobla de Tres Quartans („Dreiviertel-Kapelle“) gemeinsam mit Sac de gemecs (Sackpfeife), Flabiol (Einhandflöte) und Tamborí (Handtrommel). Ab 1849 wurde sie durch Andreu Toron in Perpignan weiter entwickelt. Sie wurde auf etwa 80 cm verlängert und dreiteilig ausgeführt, mit einem Schalltrichter aus Metall und mit 13 Klappen versehen. Dieses neue Instrument wurde zum Soloinstrument der neu geschaffenen Cobla der Sardanas. In Anknüpfung an die geschichtlichen Vorläufer wurde es Xeremia tenora (Tenorschalmei) genannt, was meist zu Tenora verkürzt wird. Aus der Tenora ist auch die (Xeremia) Tible abgeleitet, ein kleineres Instrument mit Holztrichter für die Diskantlage.

## Hersteller
Zu den Instrumentenmachern, die Tarotes bauen, gehören:
- Xavier Orriols
- Cesc Sans
- Jordi Aixalà i Basora
- Txema Morales
- Jordi Macaya